# Phelsuma guttata
Espèce
Statut de conservation UICN

 LC  : Préoccupation mineure
Statut CITES
Phelsuma guttata est une espèce de geckos de la famille des Gekkonidae.

## Répartition
Cette espèce est endémique de Madagascar. Elle se rencontre dans le nord-est de l'île dans les zones proches des côtes, et sur quelques petites îles proches.

## Description

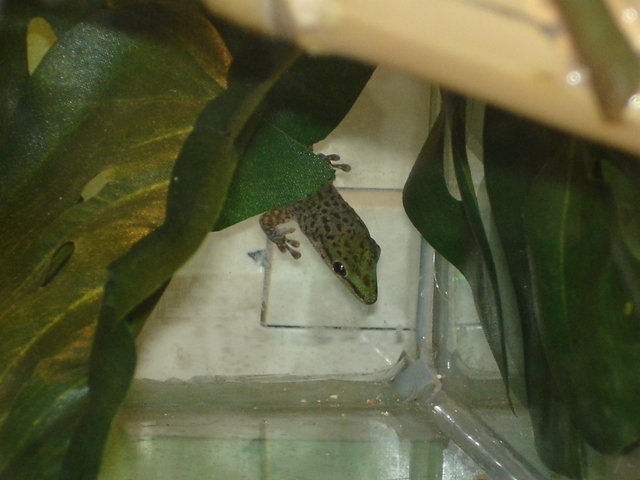
Phelsuma guttata

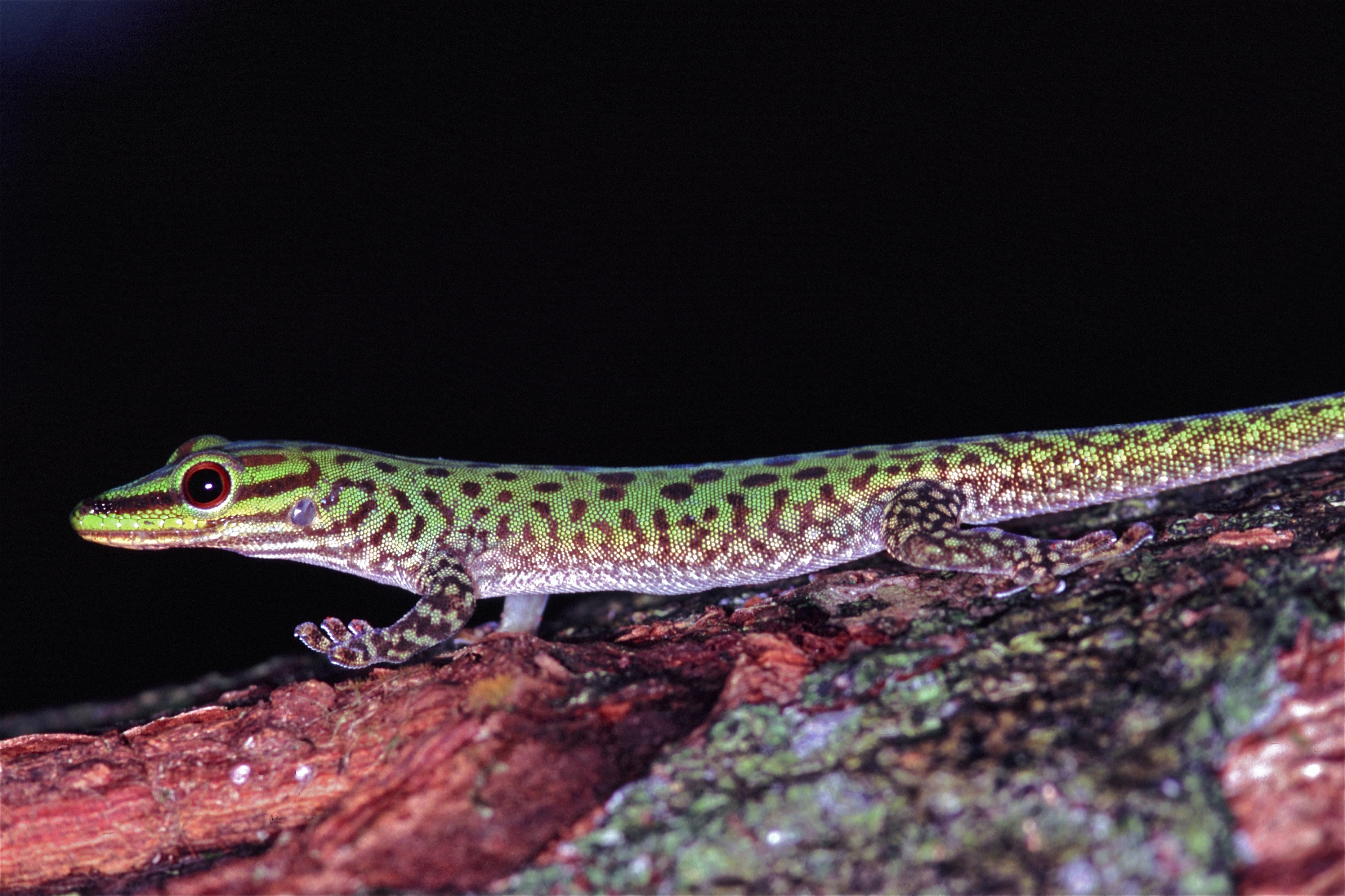
Phelsuma guttata (Parc national de Masoala, Madagascar)

C'est un gecko diurne et arboricole de couleur vert pale, avec des points-taches cuivrées sur le corps, rouges sur le dos et noirs vers la tête. La nuque est généralement bleutée, ainsi que la queue.

## Alimentation
C'est un insectivore qui chasse les insectes et autres arthropodes de taille adaptée. Comme la plupart des Phelsuma il consomme probablement des nectars de fruits.

## Reproduction
Les femelles pondent leurs œufs sur le sol, sous des feuilles ou des branches.
Les œufs incubent durant 40-45 jours aux températures estivales.
À la naissance les petits font un peu plus de quatre centimètres.

## Publication originale
- Kaudern, 1922 : Sauropsiden aus Madagascar. Zoologische Jahrbücher. Abteilung für Systematik, Geographie und Biologie der Tiere, vol. 45, p. 395-458 (texte intégral).